# Skladište
 Ovo je glavno značenje pojma Skladište. Za druga značenja pogledajte Skladište (razdvojba).
Skladište je prostor za uskladištenje robe u rasutom stanju ili u ambalaži s namjerom da poslije određenog vremena roba bude uključena u daljnji transport, proizvodnju, distribuciju ili potrošnju.  
Skladište može biti ograđeni ili neograđeni prostor, pokriveni ili nepokriveni prostor koji se koristi za čuvanje sirovina, poluproizvoda ili gotovih proizvoda. U njemu se roba preuzima i otprema, te čuva od raznih fizičkih, kemijskih i atmosferskih utjecaja. Skladišta su važan uvjet za nesmetani i racionalni kombinirani transport svih vrsta robe. Postoji više načina klasificiranja skladišta i podjela na razne vrste. Skladišta u lukama mogu biti – prometna, priručna, trgovačka, industrijska. U trgovačkim skladištima roba se dulje zadržava i u njima se roba oplemenjuje, sortira, pakira i priprema za daljnju namjenu.  
Prema načinu gradnje skladišta se dijele na otvorena (u njima se čuvaju materijali i robe koje su neosjetljive na kemijske utjecaje), zatvorena (roba osjetljiva na vremenske utjecaje), natkrivena (robe kojima je potrebno stalno provjetravanje). Postoji još podjela robe na klasična skladišta (u kojima razlikujemo niskomehanizirana i visokomehanizirana skladišta, ovisno na koji se način rukuje predajom i otpremom robe – ručno ili strojevima poput viličara i sl.). Automatizirana skladišta (poslovi se u pravilu obavljaju bez prisutnosti djelatnika), specijalizirana skladišta (ili namjenska skladišta s točno definiranom robom ili materijalom poput silosa, hladnjača, tankova i sl.). Prema vlasništvu skladišta se mogu podijeliti na javna i vlastita. 
Skladištenje robe - skladištenje robe je vrlo odgovoran zadatak jer nepravilnim skladištenjem se upropaštava roba. Za vrijeme uskladištenja može doći do različitih gubitaka. Uzroci gubitaka mogu biti u prirodi robe, uvjetima uskladištenja, nesavjesnom ili neispravnom manipuliranju robom i sl. Ako se roba pravilno uskladišti, čuva se od nepovoljnih utjecaja, gubitaka i kvarenja.
Skladištar je odgovoran za pravilno slaganje tereta u svom skladištu. Slagači trebaju pravilno postavljati podloge i obloge i da ekonomično iskoriste prostor za teret. Pravilno slaganje tereta je vrlo važno za brodara i to je i najvažnija dužnost svakog skladištara.